# Mohamed Ouédraogo
Pour les articles homonymes, voir Ouedraogo.
Mohamed Ouédraogo, né le 2 janvier 2003 au Burkina Faso, est un footballeur international burkinabé, qui évolue au poste d'arrière gauche au SCR Altach.

## Biographie

### En club
Né au Burkina Faso, Mohamed Ouédraogo est formé par le club local du Majestic FC. En février 2023 il rejoint l'Autriche afin de signer en faveur du SCR Altach.
Le 3 février 2024, Ouédraogo joue son premier match avec l'équipe première du SCR Altach, lors d'une rencontre de coupe d'Autriche face au DSV Leoben. Il est titularisé lors de cette rencontre perdue par son équipe (2-1 score final).
Ouédraogo inscrit son premier but le 23 avril 2024, lors d'une rencontre de championnat face au FC Blau-Weiß Linz. Titulaire, il ouvre le score après deux minutes de jeu, mais son équipe se fait rattraper au score et s'incline finalement par deux buts à un,.

### En sélection
Mohamed Ouédraogo honore sa première sélection avec l'équipe nationale du Burkina Faso contre le Niger, le 26 mars 2024. Il est titularisé et les deux équipes se neutralisent (1-1 score final).
En mai 2024, il est de nouveau appelé dans la liste de la sélection nationale du Burkina Faso.